# Seznam turških astronomov
Seznam turških astronomov.

## M
- Janet Akyüz Mattei